# Mocis mayeri
Espèce
Mocis mayeri est une espèce de lépidoptères (papillons) nocturnes de la famille des Erebidae. 

## Systématique
Cette espèce a été décrite par l'entomologiste français Jean-Baptiste Alphonse Dechauffour de Boisduval en 1833.

## Distribution
On la rencontre en Afrique au sud du Sahara, sur les îles de l'Océan Indien et sur la péninsule Arabique.

## Description
L'envergure de l'imago atteint 45 à 55 mm.

## Synonymes
- Ophiusa mayeri Boisduval, 1833
- Remigia associata Walker, 1865
- Hypaetra diffundens Walker, 1865
- Remigia inconcisa Walker, 1865
- Remigia jugalis Walker, 1858
- Remigia pellita Guenee, 1852
- Ophiusa subaenescens Walker, 1869